# Konflikt symetryczny
Konflikt symetryczny – występuje pomiędzy stronami, które mają podobne możliwości gospodarcze, ekonomiczne, militarne, polityczne. Z dziedziny stosunków międzynarodowych. 

## Definicja
Konflikt symetryczny jest przeciwieństwem konfliktu asymetrycznego. Możliwości stron są dopasowane przez podobne zobowiązania wobec kierunków politycznych, ograniczenie działań i podjęty stopień ryzyka. Konflikt symetryczny może być rozpatrzony jako tradycyjne działania wojenne pomiędzy, w przybliżeniu, równymi narodami państw. Istnieje pewien stopień podobieństwa w celach, sposobach i zamiarach pomiędzy stronami rywalizującymi.

## Przykłady konfliktu symetrycznego

### Wojna o Falklandy-Malwiny
Rozpoczął się w 1982 pomiędzy Argentyną i Wielką Brytanią. W południowej części Atlantyku wyspy należące do Wielkiej Brytanii zostały zaatakowane przez wojska argentyńskie. Sytuacja polityczna Argentyny nie była najlepsza, państwo liczyło, że działania zbrojne mogłoby poprawić wizerunek rządu. Falklandy, stanowiłyby źródło jedności Argentyny, jednak Anglia, która uznała swoje zwierzchnictwo nad tym terytorium, chciała je skolonizować i nie dopuścić do przejęcia przez Argentynę.

### Konflikt indyjsko-pakistański
Konflikt indyjsko-pakistański rozpoczął się w 1947 r. i był wynikiem rozpadu Imperium Brytyjskiego na niepodległy Pakistan oraz Indie. Głównym przedmiotem konfliktu między nowo powstałymi państwami był Kaszmir.

## Ingerencja w konflikt symetryczny. IngerencjaONZ.
Każde jednorazowe wsparcie lub działanie ze strony organizacji międzynarodowej bądź międzyrządowej powoduje, że konflikt symetryczny może się zmienić w konflikt asymetryczny niezależnie od tego, czy weźmiemy pod uwagę pomoc humanitarną (ONZ) czy militarną.

## Sposoby rozwiązywania konfliktu symetrycznego
- Negocjacje – zwrotny proces komunikowania się w celu osiągnięcia porozumienia w sytuacji, gdy jedna i druga strona związana jest pewnymi interesami, z których niektóre są wspólne, a inne przeciwne.
- Walka – występuje, gdy interesy są sprzeczne. Stosuje ją ta ze stron która jest przekonana, że właśnie walka przyniesie jej więcej korzyści niż negocjacje. W walce jedna ze stron dąży do podporządkowania sobie przeciwnika, wykorzystując wszelkie możliwości do umocnienia swojej pozycji.